# Sîrnîțea, Ovruci
Sîrnîțea (în ucraineană Сирниця) este un sat în comuna Horodeț din raionul Ovruci, regiunea Jîtomîr, Ucraina.

## Demografie
Componența lingvistică a localității Sîrnîțea
     Ucraineană (100%)
Conform recensământului din 2001, toată populația localității Sîrnîțea era vorbitoare de ucraineană (100%).